# Седефка
Седефка (Issoria lathonia) е вид пеперуда, срещаща се и в България.

## Описание
Крилете са с размери 3,4–5,2 cm при мъжките, а при женските са 5,0–5,6 cm. Пеперудата е жълто-оранжева с черни петна.

## Разпространение
Разпространена е в Европа, Азия и Северна Африка.

## Начин на живот и хранене
Предпочита горски поляни и ливади до над 2900 m н.в. Основни хранителни растения за гъсениците са теменуги от видовете Viola arvensis и Viola tricolor.